# 江南驛鹽道
江南驛鹽道，是清朝盐道之一。

## 沿革
康熙十三年八月（1674年9月），添设江南驿盐道一人，负责管理安徽等处驿盐事宜，驻安庆。康熙二十年（1681年）裁撤。